# Günter Rainer
Günter Rainer (eigentlich Günter Reinecke; * 25. Oktober 1941 in Wien) ist ein deutscher Schauspieler, Regisseur und Hörspielsprecher.

## Leben
Die Eltern Günter Rainers waren Inhaber eines Textilgroßhandels, die auf eine kaufmännische Handelsmatura ihres Sohnes bestanden. Seine Bühnenlaufbahn begann Rainer 1961 in Klagenfurt und Salzburg. 1973 wechselte er an das seinerzeit von Horst Zankl geleitete Theater am Neumarkt in Zürich. Nach weiteren Verpflichtungen an das Hamburger Schauspielhaus, das Landestheater Innsbruck, wo er auch als Leiter der Jugendabteilung fungierte, oder das Ateliertheater in Bern, an dem er Regie führte, kam Rainer 1986 ans Landestheater Linz, dessen Ensemble er bis 2007 angehörte. Seitdem ist er freischaffend tätig, stand weiterhin in Linz auf der Bühne, gastierte aber auch beispielsweise am Hamburger Ernst-Deutsch-Theater oder am Theater an der Rott. Zu seinen Rollen zählen eine Reihe von Nestroy-Figuren wie der Titus Feuerfuchs aus dem Talisman, der Knieriem im Lumpazivagabundus oder der Gluthammer im Zerrissenen. Rainer spielte ferner die Titelrolle in Peer Gynt und den Shakespearschen König Lear, den Mackie Messer in Brechts Dreigroschenoper, aber auch Horace Vandergelder in dem Musical Hello, Dolly! oder den Frosch in der Fledermaus.
Für das Fernsehen hat Günter Rainer nur wenige Aufgaben übernommen, u. a. sah man ihn in einer Folge der Krimiserie Vier Frauen und ein Todesfall oder in der Romanverfilmung Komm, süßer Tod. Umfangreicher dagegen ist seine Tätigkeit für den Hörfunk, wo Rainer bislang in zahlreichen Produktionen des Österreichischen Rundfunks mitwirkte.
Günter Rainer ist mit der englischen Tänzerin Helen Isaacson verheiratet. Gemeinsam haben sie einen Sohn und eine Tochter.

## Filmografie (Auswahl)
- 2000: Komm, süßer Tod
- 2006: 8x45 – Austria Mystery – Das Eis bricht
- 2007: Vier Frauen und ein Todesfall – Scheinheilig

## Hörspiele (Auswahl)
- 1980: Peter Struwwel lebt – Regie: Helmut Wlasak
- 1982: Ein Dorf ohne Männer – Regie: Franz Hölbing
- 1983: Absterbens Amen – Regie: Hans Haid u. Franz Hölbing
- 1983: Das Blau der Penelope – Regie: Franz Hölbing
- 1983: Fasanbraten nebst Maroni-Püree und Serviettenknödel – Regie: Franz Hölbing
- 1983: Wohl verrückt geworden – Regie: Franz Hölbing
- 1984: Judith und Holofernes – Regie: Gert Rydl
- 1984: Zeitraffer – Regie: Franz Hölbing
- 1985: Odysseus streikt – Regie: Franz Hölbing
- 1987: Katz im Sack – Regie: Alfred Pittertschatscher
- 1990: Nachsaison – Regie: Alfred Pittertschatscher
- 1992: Geiselnahme – Regie: Friedrich Zauner
- 1992: Überhaupt nichts ist nie. Fast nie – Regie: Christian Hanna u. Alfred Pittertschatscher
- 1993: Management by Poker – Regie: Alfred Pittertschatscher
- 1993: Tausende – Regie: Alfred Pittertschatscher
- 1994: Besuch im Altersheim – Regie: Alfred Pittertschatscher
- 1994: Saugruft – Regie: Heide Stockinger

## Auszeichnungen
- 2011: Kulturmedaille des Landes Oberösterreich[2]